# Tácticas militares aéreas en la Segunda Guerra Mundial
Las tácticas militares aéreas fueron un componente relevante de los combates por la supremacía aérea durante la Segunda Guerra Mundial.

## Formaciones de cazas
Al inicio de la guerra, los alemanes, que habían obtenido experiencia en la guerra civil española, usaban la formación de 4 dedos que consistía en disponer los 4 cazas de la escuadrilla en 4 niveles (un avión por nivel). Esta formación era superior a la formación en V usada por los británicos y franceses ya que disponía de mayor libertad en los movimientos al no ser tan compacta cómo la V. Más adelante los aliados adoptaron la formación de 4 dedos y gracias e a ello mejoraron su efectividad en el combate.